# Babrowa 1
Babrowa 1 (biał. Баброва 1; ros. Боброво 1, Bobrowo 1) – wieś na Białorusi, w obwodzie mińskim, w rejonie łohojskim, w sielsowiecie Krajsk. W 2019 roku była wyludniona.